# Pemphigus populinigrae
Pemphigus populinigrae är en insektsart som först beskrevs av Franz Paula von Schrank 1801. Enligt Catalogue of Life ingår Pemphigus populinigrae i släktet Pemphigus och familjen långrörsbladlöss, men enligt Dyntaxa är tillhörigheten istället släktet Pemphigus och familjen pungbladlöss. Arten är reproducerande i Sverige. Inga underarter finns listade i Catalogue of Life.